# Trabea
Trabea is een geslacht van spinnen uit de familie wolfspinnen (Lycosidae).

## Soorten
De volgende soorten zijn bij het geslacht ingedeeld:
- Trabea bipunctata (Roewer, 1959)
- Trabea cazorla Snazell, 1983
- Trabea heteroculata Strand, 1913
- Trabea natalensis Russell-Smith, 1982
- Trabea nigriceps Purcell, 1903
- Trabea nigristernis Alderweireldt, 1999
- Trabea ornatipalpis Russell-Smith, 1982
- Trabea paradoxa Simon, 1876
- Trabea purcelli Roewer, 1951
- Trabea rubriceps Lawrence, 1952
- Trabea setula Alderweireldt, 1999
- Trabea unicolor Purcell, 1903
- Trabea varia Purcell, 1903